# 文字金銀
文字金銀（ぶんじきんぎん）とは、江戸時代の元文（1736年）と文政（1819年）の改鋳によって造られた裏面に「文」の文字が刻まれた金貨・銀貨のこと。

## 概要
次の金銀が文字金・文字銀に該当する。
文字金
- 元文小判
- 元文一分金
- 文政小判
- 文政一分金
- 文政二分金

文字銀
- 元文丁銀
- 元文小玉銀
- 文政丁銀
- 文政小玉銀

文字金銀の中でも真書（楷書）が刻まれたものと草書が刻まれたものに分けることが出来、前者を真文字（しんぶんじ）、後者を草文字（そうぶんじ）と称された。上記表中、斜線のものが草文字（金銀）、他のものが真文字（金銀）である。